# Mazowsze Serce Polski
Mazowsze Serce Polski is een Poolse wielerploeg die uitkomt in de continentale circuits. De ploeg werd opgericht in 2017 met de naam Team Hurom. De huidige naam had de ploeg ook in 2020. Tussen 2021 en 2023 werd daar de HRE van een Poolse vastgoedmakelaar aan toegevoegd.
De ploeg is voornamelijk succesvol in wedstrijden die in Oost-Europa worden verreden, zoals Belgrado-Banjaluka en de Ronde van Bulgarije.
Nadat de broers Marcin en Tomasz Budziński en de neven Alan en Norbert Banaszek de ploeg eind 2024 verlieten, ging deze zich meer richten op het opleiden van jonge Poolse renners.

## Bekende ex-renners
| Naam                  | Land     | Jaren     |
| --------------------- | -------- | --------- |
| Stanisław Aniołkowski | Polen    | 2017-2018 |
| Vitalij Boets         | Oekraïne | 2018      |
| Andrij Vasyljoek      | Oekraïne | 2018      |
| Kamil Zieliński       | Polen    | 2018-2019 |
| Adrian Kurek          | Polen    | 2019-2021 |
| Alan Banaszek         | Polen    | 2020-2024 |
| Norbert Banaszek      | Polen    | 2020-2024 |
| Mihkel Räim           | Estland  | 2021      |
| Marceli Bogusławski   | Polen    | 2021-2022 |
| Marcin Budziński      | Polen    | 2021-2024 |
| Tomasz Budziński      | Polen    | 2021-2024 |
| Eduard-Michael Grosu  | Roemenië | 2023      |

## Renners
| Naam                | Geboortedatum | Nationaliteit | Ploeg 2024                               |
| ------------------- | ------------- | ------------- | ---------------------------------------- |
| Ksawery Adaszak     | 11-12-2006    | Polen         | Gepla-Watersley R+D Road Cycling Team    |
| Paweł Bernas        | 24-05-1990    | Polen         |                                          |
| Konrad Czabok       | 18-03-2001    | Polen         |                                          |
| Mateusz Gajdulewicz | 22-12-2003    | Polen         | Vendée U                                 |
| Hubert Grygowski    | 05-01-2004    | Polen         | Arkéa-B&B Hotels Continentale            |
| Jakub Kaczmarek     | 27-09-1993    | Polen         |                                          |
| Dawid Lewandowski   | 04-04-2006    | Polen         |                                          |
| Jakub Mareczko      | 30-04-1994    | Polen         | Team Corratec-Vini Fantini               |
| Kacper Mientki      | 07-11-2006    | Polen         | Cannibal-Victorious U19 Development Team |
| Łukasz Owsian       | 24-02-1990    | Polen         | Arkéa-B&B Hotels                         |
| Szymon Pomian       | 06-04-2002    | Polen         | GKS Cartusia Kartuzy                     |
| Michał Pomorski     | 04-08-2003    | Polen         |                                          |
| Maksymilian Radosz  | 25-09-2003    | Polen         |                                          |
| Michał Strzelecki   | 09-03-2006    | Polen         | Velotalent Team Sobótka                  |

## Overwinningen
2018
Szlakiem Walk Majora Hubala: Kamil Zieliński
2e etappe Ronde van Małopolska: Vitalij Boets
2020
Grote Prijs van Alanya: Paweł Bernas
Grote Prijs van Manavgat: Alan Banaszek
1e etappe In the footsteps of the Romans: Norbert Banaszek
Eindklassement In the footsteps of the Romans: Norbert Banaszek
1e etappe Ronde van Bulgarije: Alan Banaszek
4e etappe Ronde van Bulgarije: Norbert Banaszek
Proloog Ronde van Szeklerland: Adrian Kurek
2e etappe Ronde van Szeklerland: Jakub Kaczmarek
Eindklassement Ronde van Szeklerland: Jakub Kaczmarek
2e etappe Ronde van Servië: Emanuel Piaskowy
2e etappe Belgrado-Banjaluka: Jakub Kaczmarek
Eindklassement Belgrado-Banjaluka: Jakub Kaczmarek
4e etappe Giro della Regione Friuli Venezia Giulia: Paweł Bernas
2021
3e etappe Istrian Spring Trophy: Mihkel Räim
Proloog Ronde van Rhodos: Marceli Bogusławski
4e etappe Belgrado-Banjaluka: Mihkel Räim
Eindklassement Belgrado-Banjaluka: Mihkel Räim
Proloog Ronde van Bulgarije: Marceli Bogusławski
3e etappe Ronde van Bulgarije: Mihkel Räim
GP Slovakia: Alan Banaszek
2e etappe Ronde van Szeklerland: Alan Banaszek
Eindklassement Ronde van Szeklerland: Alan Banaszek
3e etappe CCC Tour-Grody Piastowskie: Jakub Kaczmarek
Eindklassement Ronde van Roemenië: Jakub Kaczmarek
1e etappe Ronde van Servië: Alan Banaszek
4e etappe Ronde van Servië: Alan Banaszek
2022
1e etappe Ronde van Thailand: Marceli Bogusławski
2e etappe Ronde van Thailand: Alan Banaszek
Eindklassement Ronde van Thailand: Alan Banaszek
1e etappe Belgrado-Banjaluka (TTT): A. Banaszek, A. Banaszek, N. Banaszek, Bogusławski, Marcin Budziński, Kaczmarek, Pawlak
3e etappe Belgrado-Banjaluka: Jakub Kaczmarek
4e etappe Belgrado-Banjaluka: Alan Banaszek
Eindklassement Belgrado-Banjaluka: Jakub Kaczmarek
Grote Prijs Nasielsk-Serock: Marceli Bogusławski
Proloog Ronde van Estland: Marceli Bogusławski
GP Polen: Marceli Bogusławski
1e etappe Ronde van Mazovië: Marceli Bogusławski
Eindklassement Ronde van Mazovië: Marceli Bogusławski
Memoriał Henryka Łasaka: Tomasz Budziński
Proloog Ronde van Bulgarije: Marceli Bogusławski
4e etappe Ronde van Bulgarije: Marceli Bogusławski
2024
GP Slovenian Istria: Marcin Budziński
GP Brda-Collio: Marcin Budziński
Eindklassement Ronde van Mersin: Marcin Budziński
1e etappe Ronde van Kurpie: Tobiasz Pawlak
2e etappe Ronde van Kurpie: Tobiasz Pawlak
3e etappe Ronde van Kurpie: TTT: A. Banaszek, N. Banaszek, Bernas, Budziński, Kaczmarek, Pawlak
Eindklassement Ronde van Kurpie: Tobiasz Pawlak
Eindklassement Koers van de Olympische Solidariteit: Tobiasz Pawlak
Memoriał Andrzeja Trochanowskiego: Norbert Banaszek
4e etappe Ronde van Mazovië: Alan Banaszek
Puchar MON: Konrad Czabok
1e etappe Ronde van de Slag om Warschau: Norbert Banaszek
3e etappe Ronde van de Slag om Warschau: Alan Banaszek
Eindklassement Ronde van de Slag om Warschau: Alan Banaszek
Ploegenklassement Ronde van de Slag om Warschau: A. Banaszek, N. Banaszek, Bernas, Czabok, Pawlak, Kaczorowski
3e etappe Ronde van Zuid-Bohemen: Marcin Budziński
Eindklassement Ronde van Zuid-Bohemen: Marcin Budziński
2025
4e etappe Ronde van Mersin: Jakub Mareczko
Bergklassement Ronde van Małopolska: Łukasz Owsian
3e etappe Ronde van Mazovië: Michał Pomorski
Jongerenklassement Ronde van Mazovië: Michał Pomorski
2e etappe Ronde van Guadeloupe: Jakub Kaczmarek
6e etappe Ronde van Guadeloupe: Dawid Lewandowski
Ploegenklassement Ronde van Guadeloupe: Adaszak, Czabok, Grygowski, Kaczmarek, Lewandowski, Owsian 

### Nationale kampioenschappen
2021
 Estisch kampioen op de weg, elite Mihkel Räim
2022
 Pools kampioen op de weg, elite: Norbert Banaszek
 Pools kampioen tijdrijden, beloften: Kacper Gieryk
2023
 Roemeens kampioen tijdrijden, elite: Eduard-Michael Grosu
2024
 Pools kampioen tijdrijden, Norbert Banaszek